# Albert Erich Brinckmann
Albert Erich Brinckmann, född 4 september 1881 och död 10 augusti 1958, var en tysk konsthistoriker.
Brickmann blev professor 1912, och upprättade konsthistoriska institutioner i Rostock och Köln, samt var från 1921 ledare för den senare. Han var en framstående författare särskilt beträffande barockens arkitektur och skulptur. Bland hans verk märks Die Baukunst des 17. und 18. Jahrhunderts in den romaischen Ländern (1916-27), Stadtbaukunst (1920), Deutsche Stadtbaukunst (1921), Barockskulptur (2 band, 1920-21), Plastik und Raum (1922), Barock und Rokoko (1924), samt Barock-Bozzetti (4 band, 1923-25). Brinckmann var även utgivare av Handbuch der Kunstwissenschaft.